# Ningikuga
Ningikuga, "señora de la caña pura" diosa de la antigua Mesopotamia de las cañas y los pantanos. Figura como consorte de Enki, madre de Ningal e hija de An y Nammu.